# José de Aldecoa
José de Aldecoa y Villasante (Madrid, 24 de febrero de 1838-Madrid, 19 de junio de 1917) fue un jurista, político y académico español, presidente del Tribunal Supremo (1910-1917).

## Biografía
Nació el 24 de febrero de 1838. Tras ejercer como juez y magistrado se convirtió en miembro del Tribunal Supremo llegando a presidente de sala. El 17 de enero de 1910 fue nombrado presidente del órgano mencionado, cargo que ocupó durante siete años, hasta 1917.
También fue senador por las provincias de Murcia, Cuenca y Córdoba, y de forma vitalicia a partir de 1905, además de miembro de la Real Academia de Ciencias Morales y Políticas desde 1917, con la medalla número doce. En Madrid tenía registrado como domicilio el n.° 2 de la calle de Fomento.